# Liste der Auslandsvertretungen Botswanas

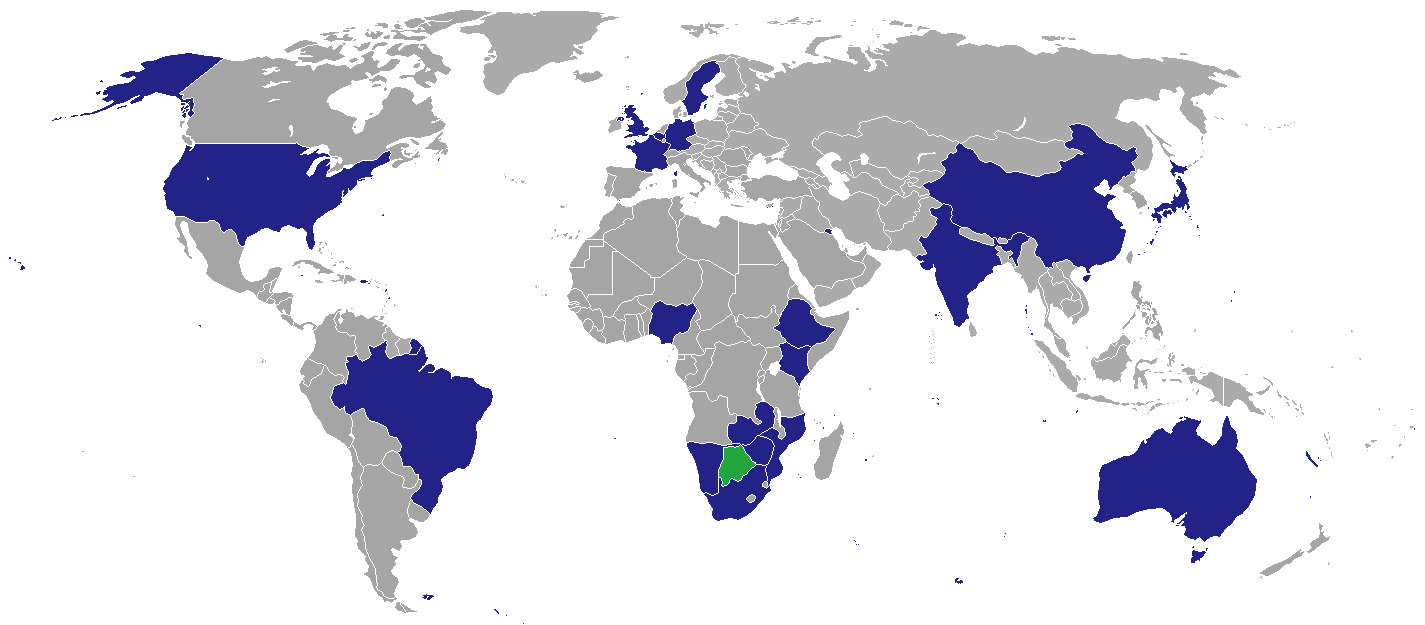
Standorte der diplomatischen Vertretungen Botswanas

Dies ist eine Liste der diplomatischen und konsularischen Vertretungen Botswanas.

## Diplomatische und konsularische Vertretungen

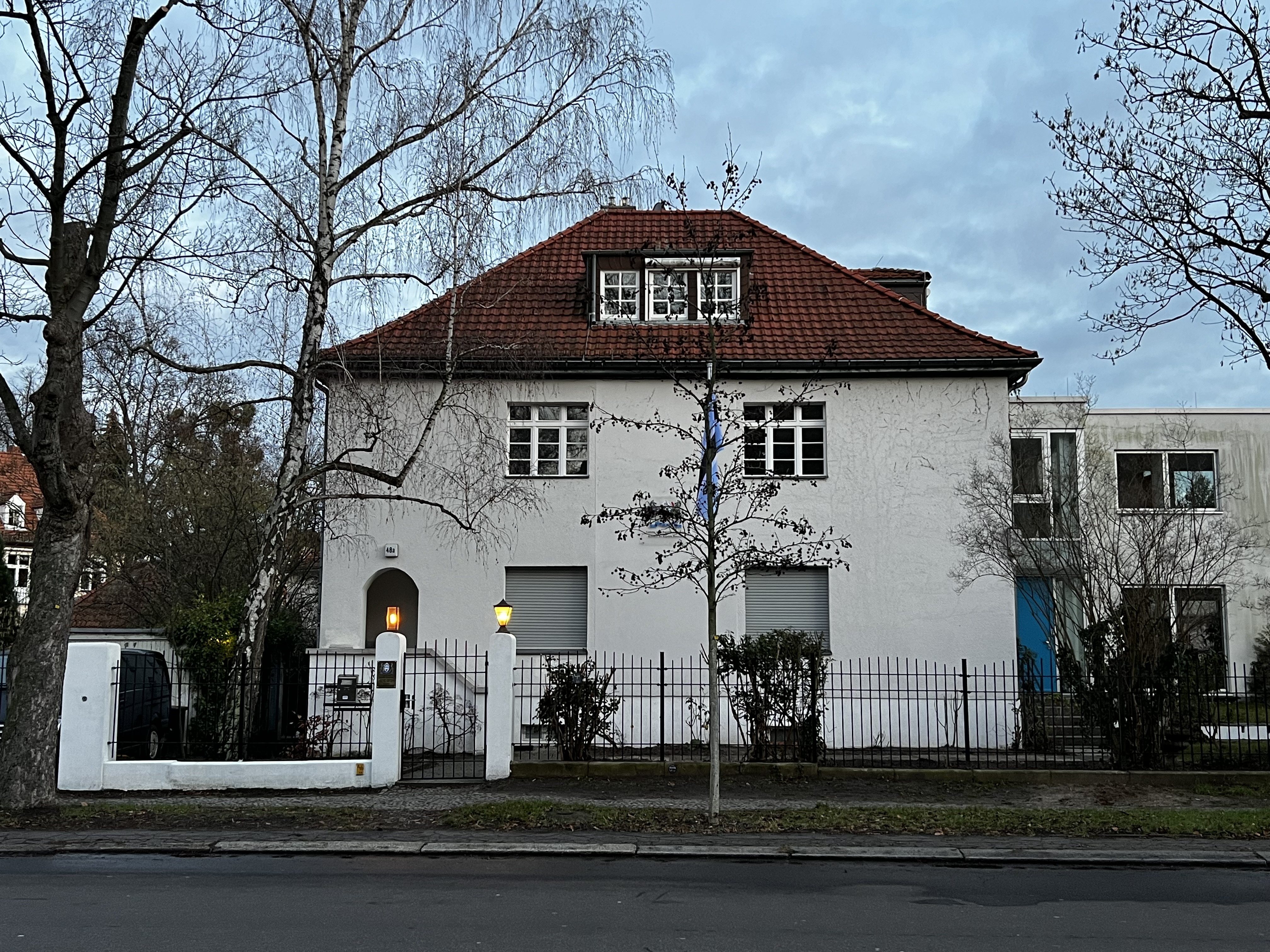
Botswanische Botschaft in Berlin

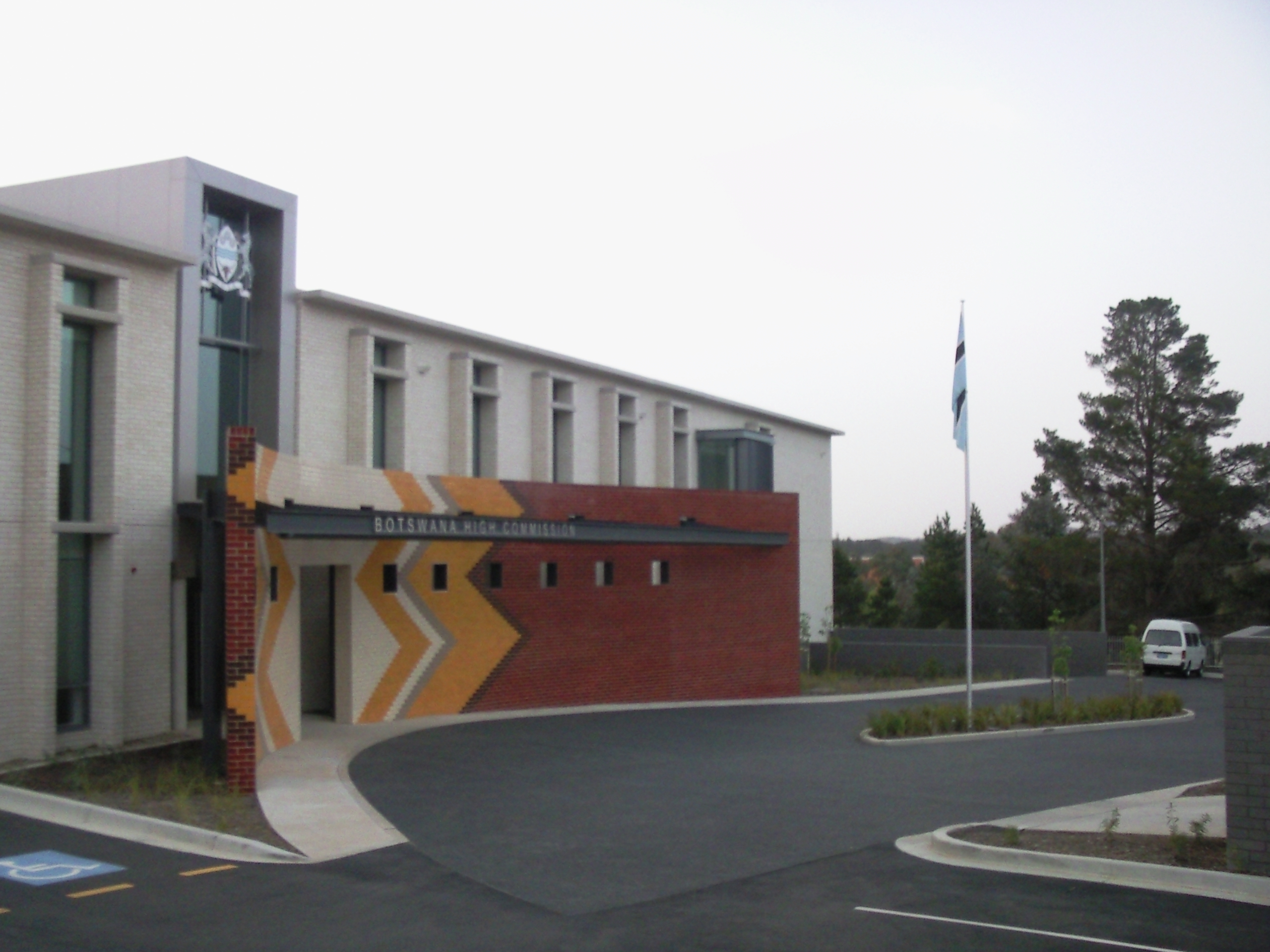
Hohe Kommission Botswanas in Canberra

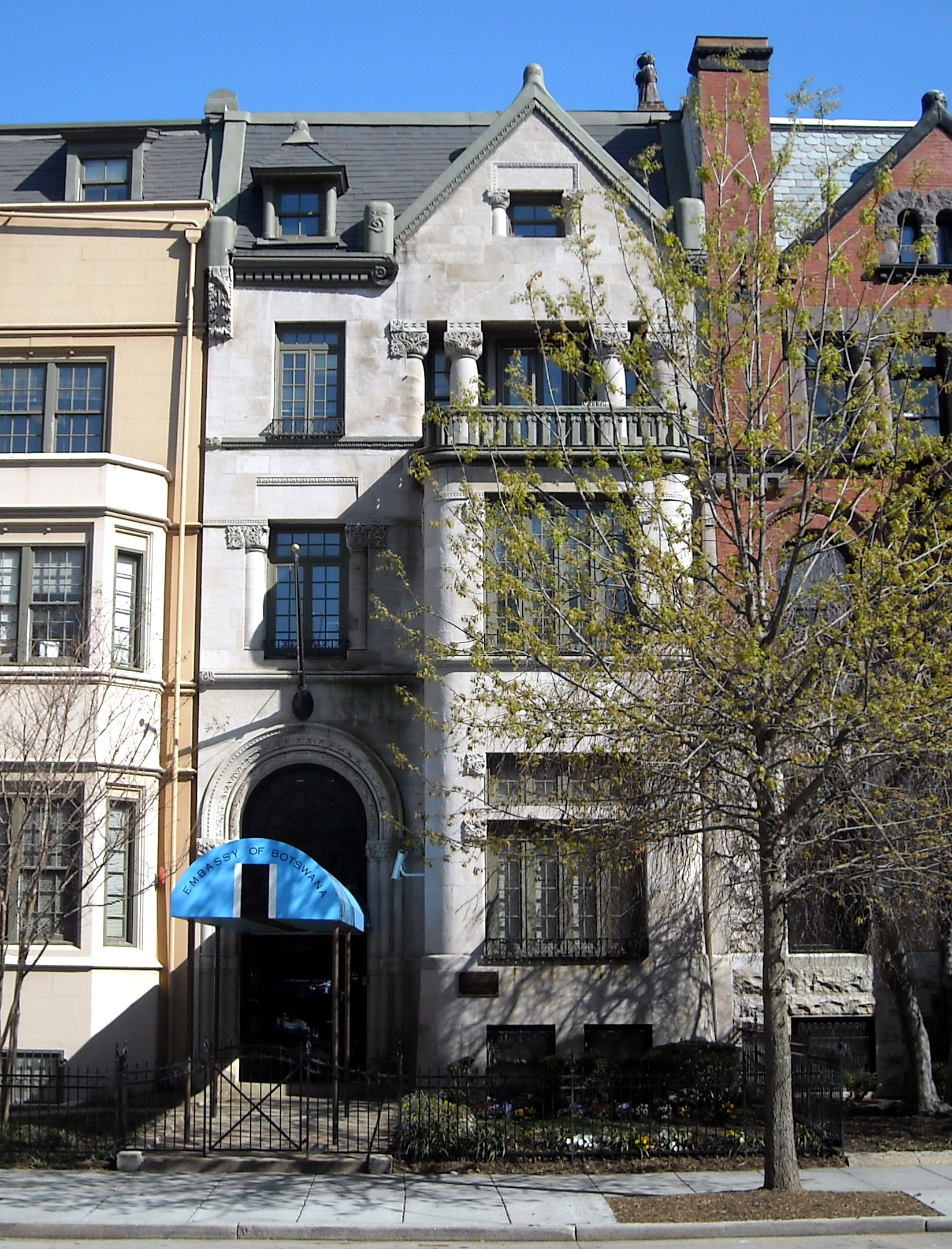
Botswanische Botschaft in Washington, D.C.

### Afrika
| - Äthiopien: Addis Abeba, Botschaft - Kenia: Nairobi, Hohe Kommission - Mosambik: Maputo, Hohe Kommission - Namibia: Windhoek, Hohe Kommission - Nigeria: Abuja, Hohe Kommission | - Sambia: Lusaka, Hohe Kommission - Simbabwe: Harare, Botschaft - Südafrika: Pretoria, Hohe Kommission - Südafrika: Johannesburg, Generalkonsulat - Südafrika: Kapstadt, Generalkonsulat |

### Amerika
- Brasilien: Brasília, Botschaft
- Vereinigte Staaten: Washington, D.C., Botschaft

### Asien
| - Volksrepublik China: Peking, Botschaft - Indien: Neu-Delhi, Hohe Kommission | - Japan: Tokio, Botschaft - Kuwait: Kuwait, Botschaft |

### Australien und Ozeanien
- Australien: Canberra, Hohe Kommission

### Europa
| - Belgien: Brüssel, Botschaft - Deutschland: Berlin, Botschaft - Frankreich: Paris, Botschaft | - Schweden: Stockholm, Botschaft - Vereinigtes Königreich: London, Hohe Kommission |

## Vertretungen bei internationalen Organisationen
- Europäische Union: Brüssel, Mission
- Vereinte Nationen: New York, Ständige Vertretung
- Vereinte Nationen: Genf, Ständige Vertretung